# バルバラ異界
『バルバラ異界』（バルバラいかい）は、萩尾望都のSF漫画作品。『月刊フラワーズ』2002年9月号から2005年8月号に掲載。全24話。コミックス全4巻。
近未来の日本が舞台のSF作品。
第27回（2006年）日本SF大賞を受賞。

## 概要
牛海綿状脳症 (BSE) の原因とされているプリオン蛋白質が脳に影響を与えることをヒントにした、食肉により記憶が受け継がれるというアイデアと、若返りや不老不死、アレルギーなどを題材とし、夢と現実世界を行き来する物語構成となっている。かつてニューギニア島の一部で発生した風土病クールー病（プリオン病の一種）が広まった原因とされた、葬儀の参列者が死者を食べる習慣もエピソードとして取り入れられている。
小松左京著『ゴルディアスの結び目』から着想を得たもので、『スター・レッド』に使用された、火星に移住した地球人が火星人となるアイデアも物語のベースに使用されている。

## 設定
2052年の日本が舞台。
ドイツの21世紀ユング研究所では、人の夢を探査する夢先案内人（ゆめさきガイド）を公認している。夢先案内人は犯罪捜査への協力などを行う。最新の脳内イメージングスキャナーにより不鮮明ながらも夢を探索することもできる。
また、宇宙開発により火星には基地が建設されており、コケ、カビ、原始的な菌類の化石は発見されている。基地では度々事故が発生している。
少女の夢の中の世界は約100年後の2150年。2130年に火星人との戦争が発生し、それ以降バルバラ人はバルバラ島に隔離されている。バルバラ人は長生きで、不老不死の研究に利用されているという。

## あらすじ
人の夢を探査するプロの夢先案内人である渡会時夫のもとに、両親の心中事件のあと7年間眠り続ける少女、青羽の夢への探索依頼が舞い込む。少女の夢の中には、人が空を飛べ不老不死であるユートピアのような世界、バルバラが存在していた。少女の夢の中の世界のはずなのに、渡会の息子キリヤはバルバラは自分が創った空想の島だと言い出す。
少女の祖母を訪ねた渡会は、少女の両親の事件や少女の祖父が若い時に失踪していることを聞く。祖父の写真を見た渡会は、それがバルバラに住む少年や、老人である神父ヨハネと似ていることに気づく。
少女を目覚めさせるには夢の中で少女を不幸にすればよいと心理カウンセラーの目白が語った夜、キリヤの夢に青羽が現れ、目白は竜巻に襲われて急死する。渡会は再び少女の夢の世界を探索し、父親のいない少年タカに慕われる。
一方、少女の祖母はボランティアで若返りの薬の人体実験を受ける。

## 登場人物

### 現実世界の住人
渡会時夫
夢先案内人（ゆめさきガイド）。
北方キリヤ
渡会時夫と北方明美の息子。15歳。幼い頃に両親が離婚。
北方明美
渡会時夫の元妻。キリヤの母。
十条青羽
7年間眠り続ける少女。
十条菜々実
青羽の祖母。十条製薬の会長。
マリエンバート
菜々実の若返った姿。
十条茶菜
青羽の母。夫を殺し自殺。
目白秀吉
十条茶菜が通っていた目白サイコ・クリニックの院長。
目白マシロ
目白秀吉の息子。目白マヒルの双子の弟。
目白マヒル
目白秀吉の娘。目白マシロの双子の姉。
大黒先生
前世療法をしている。
百田太郎
青羽が眠っている施設の研究員。通称モモタロー。
世羅ヨハネ
明美の前世の夫らしい。神父。児童施設「グリーンホーム」を経営。
パリス・グリーン
キリヤとライカの同級生。世羅ヨハネが経営していた児童施設「グリーンホーム」出身。
エズラ・ストラディ
菜々実の元夫。行方不明。
カーラー・シルスバーグ
若返りの薬を研究。
花園蕾花（ライカ）
キリヤの同級生。
花園風仁
ライカのいとこ。
花園光介
ライカのいとこ。

### バルバラの住人
青羽
現実の青羽より幼くなっている。
タカ
ダイヤの息子。
パイン
ダイヤの養子。
マーちゃん
青羽の保護者。ダイヤの姉。パン屋さん。
ダイヤ
タカとパインの母親。マーちゃんの妹。女優。
千里
長髪の青年。夢で予言する。
雷ジジ
千里の祖父。娘は他界。
ヒナコ
人形をつくっている。
秋葉原コスモス
子役のベテラン。

## 作品
- 1巻収録
  - その1 世界の中心であるわたし（『月刊flowers』 2002年9月号）
  - その2 眠り姫は眠る血とバラの中（『月刊flowers』 2002年10月号）
  - その3 公園で剣舞を舞ってはならない（『月刊flowers』 2002年12月号）
  - その4 彼の名は絶望 彼女の名は希望（『月刊flowers』 2003年2月号）
  - その5 エズラはどこへ消えた？（『月刊flowers』 2003年3月号）
  - その6 六本木で会いましょう（『月刊flowers』 2003年5月号）
- 2巻収録
  - その7 きみに肩車してあげた（『月刊flowers』 2003年6月号）
  - その8 冷蔵庫の中のわたしを食べて（『月刊flowers』 2003年8月号）
  - その9 火星の海で泳いでいた（『月刊flowers』 2003年9月号）
  - その10 お父さんお帰りなさい（『月刊flowers』 2003年11月号）
  - その11 お誕生日は同じ10月1日（『月刊flowers』 2003年12月号）
  - その12 東池袋カササギのパン屋（『月刊flowers』 2004年2月号）
- 3巻収録
  - その13 長い長い遺伝子（ゲノム）の物語（『月刊flowers』 2004年3月号）
  - その14 大人にだってわからない（『月刊flowers』 2004年5月号）
  - その15 遠軽への遠い道（『月刊flowers』 2004年6月号）
  - その16 ひとつになりましょう（『月刊flowers』 2004年8月号）
  - その17 誰もあなたの名前を知らない（『月刊flowers』 2004年9月号）
  - その18 はじめてのことだから（『月刊flowers』 2004年11月号）
- 4巻収録
  - その19 ずっとあなたを愛していた（『月刊flowers』 2004年12月号）
  - その20 死者からのメッセージ（『月刊flowers』 2005年2月号）
  - その21 バルバラ崩壊（『月刊flowers』 2005年4月号）
  - その22 花小金井ヒコバエ保育園（『月刊flowers』 2005年5月号）
  - その23 ぼくのキリヤをかえしてくれ（『月刊flowers』 2005年7月号）
  - その24 遠い昨日から遠い明日へ（『月刊flowers』 2005年8月号）